# 克拉瓦利亚纳
克拉瓦利亚纳（義大利語：Cravagliana），是意大利韦尔切利省的一个市镇。总面积34平方公里，人口275人，人口密度8.1人/平方公里（2009年）。ISTAT代码为002048。